# Andrzej M. Chołdzyński
Andrzej M. Chołdzyński (né le 2 novembre 1960 à Lublin) est un architecte polonais. Il est l'auteur de la station centrale de la deuxième ligne du métro de Varsovie, de la station Plac Wilsona à Varsovie et du siège de la Bourse de Varsovie à Varsovie, entre autres,. Il a été nommé pour le Prix de l'Union européenne pour l'architecture contemporaine Mies van der Rohe en 2001.

## Honneurs
- 2000 : chevalier de l'Ordre Polonia Restituta[4]